# Epew
El epew o apew es un tipo de relato mapuche en que se narran sucesos ficticios, habitualmente protagonizados por animales personificados.
Puede considerarse un equivalente mapuche de la fábula, pues aunque tiene la función de entretener, también cumple con un afán didáctico y se usa para transmitir a los niños y jóvenes valores como la honradez o la lealtad.  Entre los animales que protagonizan las historias con frecuencia se hallan el zorro (ngürü), el jote (kanin) o el puma, particularmente una hembra (pangi) y sus cachorros (pangküll).
Junto al mapuzungun, los epew constituyen el fundamento del kimün o conocimiento mapuche, al transmitir metafóricamente enseñanzas respecto al origen de la vida humana, pautas morales, ideales de ética y sentido de existencia en plenitud con la naturaleza.

## Descripción
Varios son los epew que son transmitidos de generación en generación, como parte de la tradición oral mapuche. Los contenidos de los epew también contienen gran parte de la filosofía y cosmovisión mapuche. Entre ellos quizás el más importante sea el de Kai-kai y Txeng Txeng. Existen otros como el de Sumpall y Mankian, también relatos sobre animales, e incluso sobre viajes de los vivos a la tierra de los muertos o de los muertos a la tierra de los vivos. 
En la comunidad mapuche existe el rol del epewtufe, quien se encarga de albergar, preservar y transmitir estos relatos a las próximas generaciones. En Chile, la epewtufe Paula Painén Calfuman fue reconocida como Tesoro Humano Vivo por su gran manejo del oficio, al ser capaz memorizar y divulgar alrededor de 50 epew en su idioma original. En 1986, publicó parte de estos relatos junto a la antropóloga Sonia Montecino en el libro "El zorro que cayó del cielo y otros relatos".